# GERAN

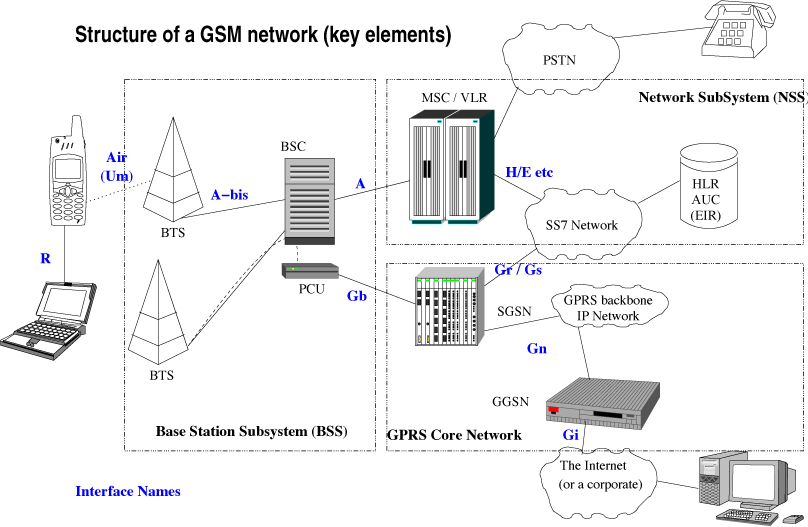
Réseau GSM, à gauche : la partie radio GERAN (BSS)

GERAN est le sigle qui désigne GSM Edge Radio Access Network : la partie « accès radio » d'un réseau de téléphonie mobile 2G GSM. Il est principalement constitué d'antennes, de stations de base (BTS) réparties sur l’ensemble de la zone géographique couverte par l'opérateur mobile et de contrôleurs de réseau (BSC).
Le 3GPP (3rd Generation Partnership Project) est responsable des spécifications relatives au GERAN. Le GERAN est un élément clé du réseau GSM et des réseaux mixtes UMTS et GSM. 
Le réseau d'un opérateur mobile comprend un ou plusieurs GERAN, mais également un ou plusieurs UTRAN, si l'opérateur supporte également l'UMTS, plus un cœur de réseau (Core Network) comprenant les bases de données d'abonnés (HLR) et les passerelles (gateways) vers les réseaux mobiles des autres opérateurs, vers le RTC et vers Internet.